# Balbriggan
Balbriggan (Baile Brigín em irlandês) é uma cidade ao norte de Dublin, República da Irlanda, que atualmente faz parte do Condado de Fingal.